# Non Stanford
Non Stanford (Swansea, 8 de janeiro de 1989) é uma triatleta profissional britânica. 

## Carreira
Non Stanford foi campeã mundial 2013.